# Гозман Леонід Якович
Леонід Якович Гозман (рос. Леони́д Я́ковлевич Го́зман; 13 липня 1950, Ленінград, Російська РФСР) — російський політик, президент загальноросійського громадського руху «Союз Правих Сил».

## Життєпис
З 1993 року — секретар федеральної політради російської партії «Демократичний вибір Росії».
Був членом ради партії «Союз Правих Сил» (з 2001 року), з 2004 року — секретар з ідеології, з 2005 року — заступник голови ФПС, з 26 вересня 2008 року виконував обов'язки голови політради Федеральних Союзу Правих Сил.
З 2008 по червень 2011 року — співголова партії «Правое дело».
За 2008 рік — член правління, повноважний представник по роботі з органами влади і громадськими організаціями ВАТ РАО ЄЕС Росії, з 2008 до 2013 року — директор по гуманітарним проектам ВАТ «Роснано».
Член громадської ради Російського єврейського конгресу, президент фонду «Перспектива».

## Громадянська позиція
Послідовно виступає з осудом російської збройної агресії проти України.
21 лютого 2022 року, підписав відкритий колективний лист російського Конгресу інтелігенції "Ви будете прокляті!" Паліям війни», в якому йдеться про історичну відповідальність влади РФ за розпалювання «великої війни з Україною».
14 березня 2022 р. висунув вимоги від депутатів Федеральних Зборів РФ негайно розпочати за передбаченими Конституцією РФ процедурами процес усунення з посади президента РФ В. В. Путіна.